# Bernhard Walther
Bernard Walther, född 1430, död 1504, tysk köpman, humanist och astronom.
1471 arbetade han tillsammans med Regiomontanus och hjälpte honom att bygga en tryckpress och ett observatorium, det senare köpte han när Regiomontanus avled 1476 i Rom och Walther fortsatte studierna av planeterna, däribland Merkurius. 
Han introducerade mekaniska klockor och var den förste som kunde korrigera observationerna för den brytning av ljuset som uppstår i atmosfären. Han gjorde de mest precisa mätningarna före Tycho Brahe.
Walthers elev Johannes Schöner delgav observationerna av Merkurius Nicolaus Copernicus men för övrigt publicerades observationerna först 1544.